# 盧戈主教座堂

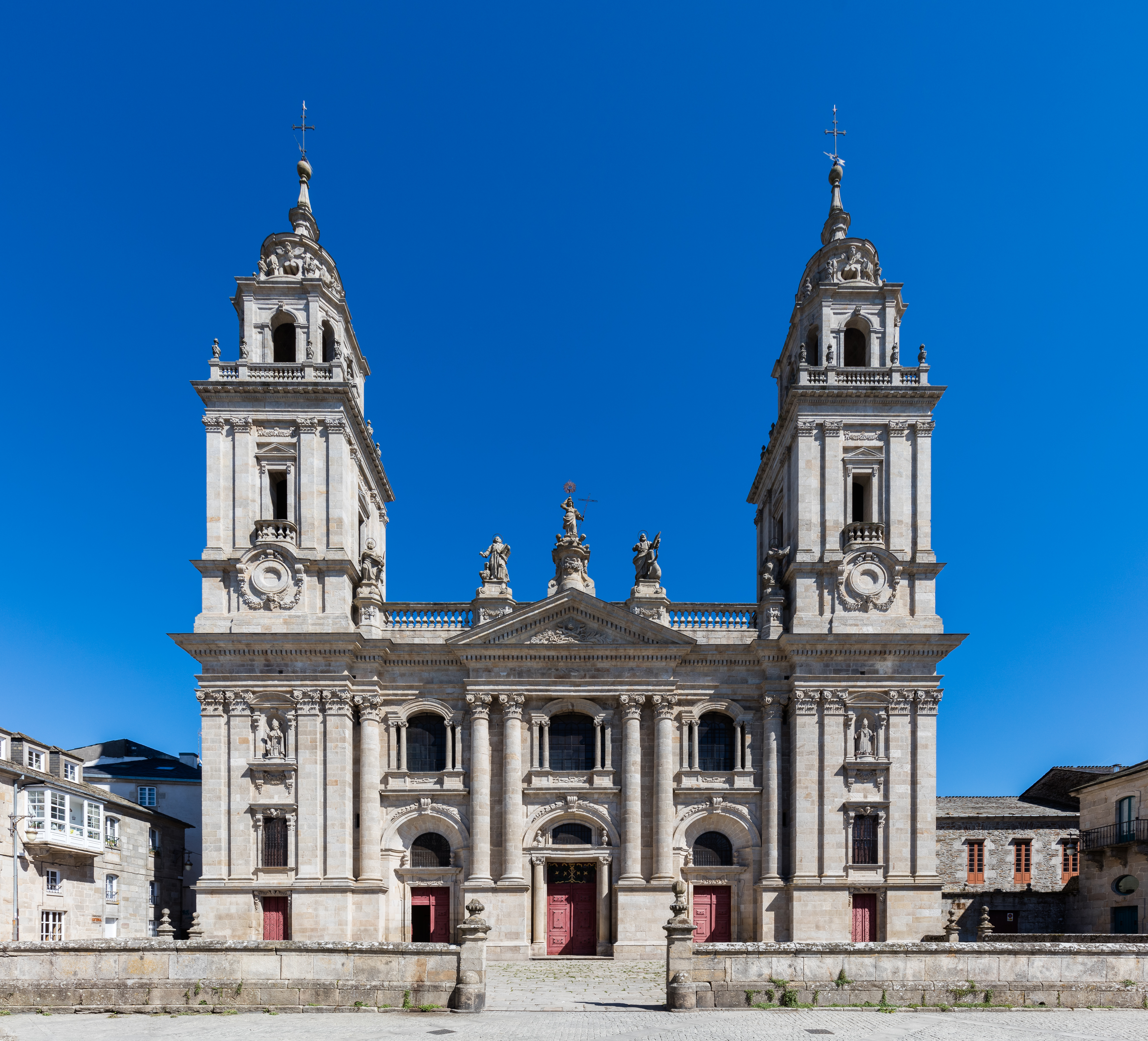

盧戈主教座堂（Lugo Cathedral）是位於西班牙城市盧戈的一座羅馬天主教的主教座堂。教堂始建於12世紀。